# Joseph, Better You than Me
"Joseph, Better You Than Me" é uma canção de natal da banda de rock americana The Killers, que contou com a contribuição de Elton John e Neil Tennant. A canção foi lançada como single em 16 de dezembro de 2008 via download digital apenas. Todo o lucro obtido com a venda deste single foi para as obras de caridade de Bono Vox e Bobby Shriver contra a AIDS (a "RED campaign").

## Faixas
1. "Joseph, Better You Than Me" - 4:53

## Paradas musicais
| Paradas (2008)                 | Melhor posição |
| ------------------------------ | -------------- |
| Canadá (Canadian Hot 100)      | 43             |
| Reino Unido (UK Singles Chart) | 88             |
| Austrália (Singles Top 75)     | 64             |